# Canções hurritas

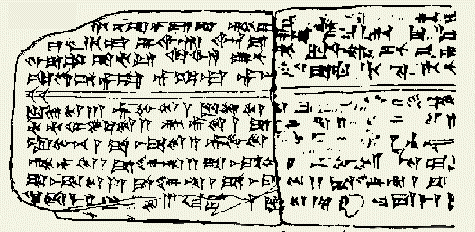
Desenho de um lado da tabuinha na qual o Hino a Nikkal está inscrito

As canções hurritas são uma coleção de músicas inscritas em cuneiforme em tábuas de argila escavadas na antiga cidade cananéia amorita de Ugarit, um promontório no norte da Síria, que data de aproximadamente 1400 aC. Uma dessas tábuas, que está quase completa, contém o Hino Hurrita a Nikkal (também conhecido como o Hino hurrita de culto ou  Um Zaluzi aos Deuses, ou simplesmente h.6 ), tornando-se a mais antiga obra substancialmente completa de música escrita sobrevivente no mundo. Embora os nomes dos compositores de algumas das peças fragmentárias sejam conhecidos, h.6 é uma obra anônima .

## História

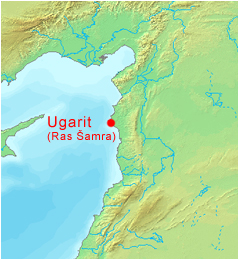
Ugarit, onde as canções hurritas foram encontradas

A canção completa é um dos cerca de 36 hinos em escrita cuneiforme, encontrados em fragmentos de tabuletas de argila escavadas na década de 1950 no Palácio Real de Ugarit (atual Ras Shamra, Síria ), em um estrato que data do século XIV. século aC, mas é o único sobrevivente de forma substancialmente completa.
Um relato do grupo de fregmentos foi publicado pela primeira vez em 1955 e 1968 por Emmanuel Laroche, que identificou como partes de uma única tabuinha de argila os três fragmentos catalogados pelos arqueólogos de campo como RS 15.30, 15.49 e 17.387. No catálogo de Laroche os hinos são designados h. (para "Hurrian", pt: Hurrita) 2–17, 19–23, 25–6, 28, 30, juntamente com fragmentos menores RS. 19,164 g, j, n, o, p, r, t, w, x, y, aa e gg . O hino completo é h.6 nesta lista. Um texto revisado de h.6 foi publicado em 1975.
Seguindo o trabalho de Laroche, a assirióloga Anne Draffkorn Kilmer e a musicóloga Marcelle Duchesne-Guillemin trabalharam juntas na década de 1970 para entender o significado das tabuinhas, concluindo que uma tabuinha apresentava métodos de afinação para uma lira babilônica, outra se referia a intervalos musicais .
A tabuinha h.6 contém a letra de um hino a Nikkal, uma deusa semítica dos pomares, e instruções para um cantor acompanhado por um sammûm de nove cordas, um tipo de harpa ou, muito mais provavelmente, uma lira . O hino teve sua primeira apresentação moderna em 1974, uma apresentação sobre a qual o New York Times escreveu: “Isso revolucionou todo o conceito da origem da música ocidental”.
Embora o hino hurrita seja anterior a várias outras obras antigas de música sobreviventes (por exemplo, o epitáfio de Sícilo e os hinos délficos ) por um milênio, sua transcrição permanece controversa. A reconstrução de Duchesne-Guillemin pode ser ouvida no website de Urkesh, embora esta seja apenas uma das pelo menos cinco "decifrações rivais da notação, cada uma produzindo resultados inteiramente diferentes".
A tabuinha está na coleção do Museu Nacional de Damasco .

## Notação

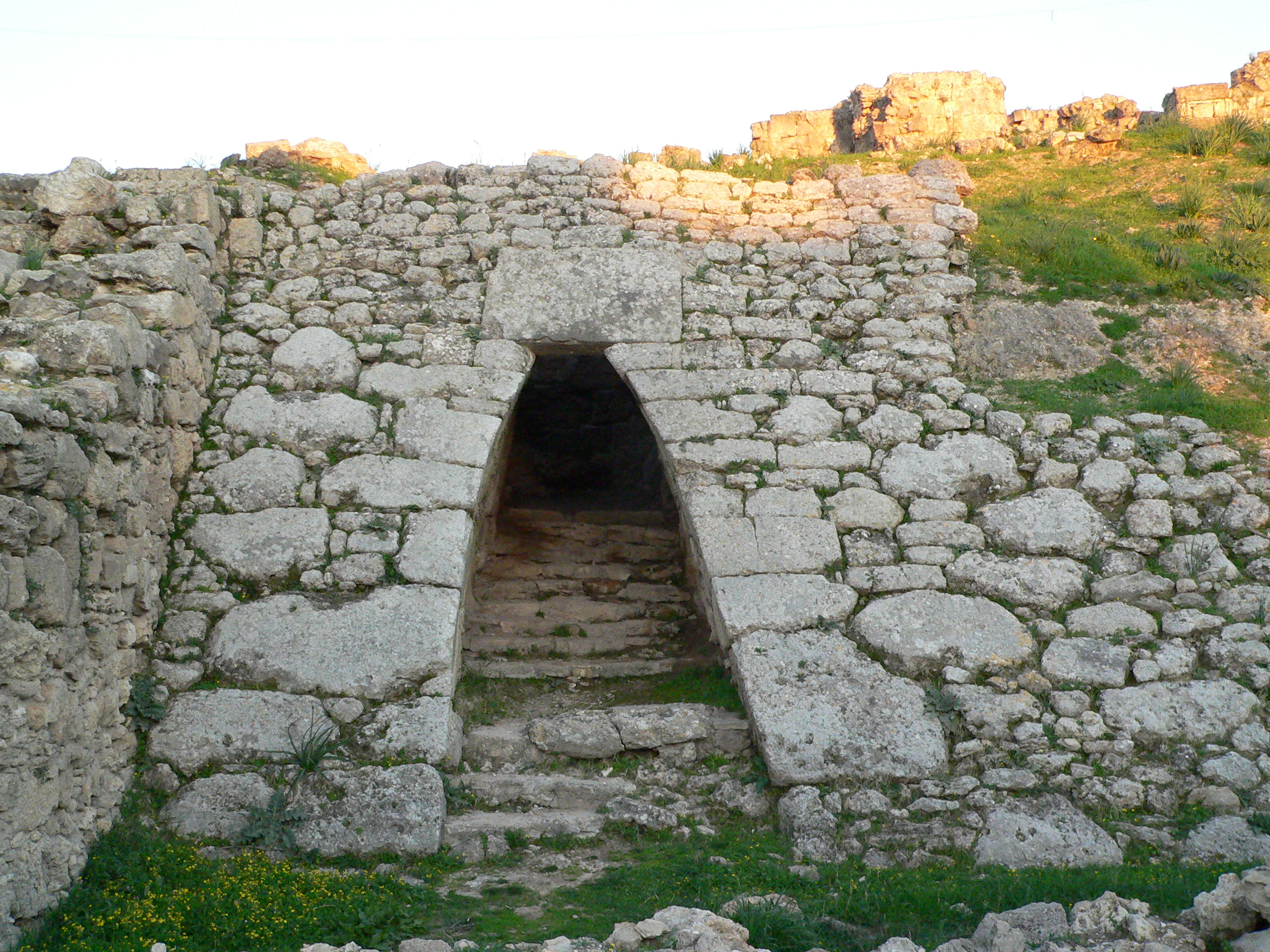
A entrada do palácio real em Ugarite, onde as canções hurritas foram encontradas

A disposição da tabuinha h.6 coloca as palavras hurritas do hino no topo, sob a qual há uma linha de dupla divisão. O texto do hino é escrito em uma espiral contínua, alternando os lados recto-verso da tabuinha - uma configuração não encontrado em textos babilônicos. Abaixo, encontram-se as instruções musicais acadianas, que consistem em nomes de intervalos seguidos de sinais numéricos. As diferenças nas transcrições dependem da interpretação do significado desses sinais emparelhados e da relação com o texto do hino. Abaixo das instruções musicais há outra linha divisória - única desta vez - embaixo da qual há um colofão em acadiano que diz "Esta [é] uma música [em] nitkibli [ou seja, a afinação nid qabli ], um zaluzi ... escrito por Ammurabi ". Este nome e o nome de outro escriba encontrados em uma das outras tabuinhas, Ipsali, são ambos semíticos. Não há compositor nomeado para o hino completo, mas quatro nomes de compositores são encontrados para cinco das peças fragmentárias: Tapšiẖuni, Puẖiya(na), Urẖiya (dois hinos: h.8 e h.12) e Ammiya. Estes são todos nomes hurritas.
A notação musical cuneiforme acadiana refere-se a uma escala diatônica heptatônica em uma lira de nove cordas, em um sistema de afinação descrito em três tabuinhas acadianas, duas do final da Babilônia e uma do período da Antiga Babilônia (aproximadamente do século XVIII aC). A teoria babilônica descreve intervalos de terças, quartas, quintas e sextas, mas apenas com termos específicos para os vários grupos de cordas que podem ser medidos pela mão nessa distância, dentro do alcance puramente teórico de uma lira de sete cordas (mesmo que o instrumento real descrito tem nove cordas). A teoria babilônica não tinha um termo para a distância abstrata de uma quinta ou quarta — apenas para quintas e quartas entre pares específicos de cordas. Como resultado, há quatorze termos ao todo, descrevendo dois pares abrangendo seis cordas, três pares abrangendo cinco, quatro pares abrangendo quatro e cinco pares diferentes abrangendo três cordas.  Os nomes desses quatorze pares de cordas formam a base do sistema teórico e são organizados em pares nas fontes antigas (primeiro pares de números de cordas, depois os nomes e traduções regularizados da Antiga Babilônia): 
1–5 nīš tuḫrim (levantamento do calcanhar), anteriormente lido nīš gab(a)rîm (levantamento da contraparte)
7–5 šērum (canção? )
2–6 išartum (em linha reta/em condições adequadas)
1–6 šalšatum (terça)
3–7 embūbum (tubo de junco)
2–7 rebûttum (quarta)
4–1 nīd qablim (lançamento do meio)
1–3 isqum (lote/porção)
5-2 qablītum (meio)
2–4 titur qablītim (ponte do meio)
6–3 kitmum (cobertura/fechamento)
3–5 titur išartim (ponte do išartum )
7–4 pītum (abertura)
4–6 ṣ/zerdum (? )
O nome do primeiro item de cada par também é usado como nome de uma afinação. Estas são todas quintas ( nīš gab(a) rîm, išartum', embūbum') ou quartas ( nīd qablim, qablītum, kitmum e pītum ), e foram chamados por um estudioso moderno os intervalos "primários" - os outros sete ( que não são usados como nomes de afinações) sendo os intervalos "secundários": terças e sextas.
Uma transcrição das duas primeiras linhas da notação em h.6 diz:
qáb-li-te 3 ir -but- te 1 qáb-li-te 3 ša-aḫ-ri 1 i-šar-te 10 uš-ta-ma-a-ri
ti-ti-mi-šar-te 2 zi-ir-te 1 ša-[a]ḫ-ri 2 ša-aš-ša-te 2 ir-bu-te 2 .
Foi a sucessão não sistemática dos nomes dos intervalos, sua localização abaixo de textos aparentemente líricos e a interpolação regular de numerais que levaram à conclusão de que se tratavam de composições musicais notadas. Alguns dos termos diferem em graus variados das formas acadianas encontradas no texto teórico mais antigo, o que não é surpreendente, pois eram termos estrangeiros. Por exemplo, irbute na notação do hino corresponde a rebûttum no texto teórico, šaḫri = šērum, zirte = ṣ/zerdum, šaššate = šalšatum e titim išarte = titur išartim . Há também algumas palavras adicionais mais raras, algumas delas aparentemente hurritas em vez de acadianas. Como eles interrompem o padrão de numeral intervalar, eles podem ser modificadores do intervalo nomeado anterior ou seguinte. A primeira linha de h.6, por exemplo, termina com ušta mari, e esse par de palavras também é encontrado em várias outras tabuinhas de hinos fragmentários, geralmente seguindo mas não precedendo um numeral.

## Texto
A compreensão do texto de h.6 é difícil, em parte porque a própria língua hurrita é imperfeitamente compreendida, e em parte por causa de pequenas lacunas devido à falta de flocos da tabuinha de argila. Além disso, no entanto, a língua é aparentemente um dialeto ugarita local, que difere significativamente dos dialetos conhecidos de outras fontes. Também é possível que a pronúncia de algumas palavras tenha sido alterada da fala normal por causa da música. Apesar das muitas dificuldades, é claramente um texto religioso sobre oferendas à deusa Nikkal, esposa do deus da lua. O texto é apresentado em quatro linhas, com a particularidade de que as sete sílabas finais de cada uma das três primeiras linhas do verso da tabuinha são repetidas no início da próxima linha do reto. Enquanto Laroche viu nisso um procedimento semelhante ao empregado pelos escribas babilônicos em textos mais longos para dar continuidade na transição de uma tabuinha para outra, Güterbock e Kilmer assumiram a posição de que esse dispositivo nunca é encontrado dentro do texto em uma única tabuinha, e portanto, essas sílabas repetidas devem constituir refrões dividindo o texto em seções regulares. A isso, Duchesne-Guillemin retruca que o caminho espiral recto-verso-recto do texto – um arranjo desconhecido na Babilônia – é uma ampla razão para o uso de tais guias.
A primeira tentativa publicada de interpretar o texto de h.6 foi feita em 1977 por Hans-Jochen Thiel, e seu trabalho serviu de base para uma nova tentativa, mas ainda muito provisória, feita 24 anos depois por Theo J.H. Krispijn, após o campo da Hurritologia ter feito progressos significativos graças a descobertas arqueológicas feitas nesse meio tempo em um local perto de Boğazkale .

## Discografia
- Music of the Ancient Sumerians, nova edição expandida. Ensemble De Organographia (Gayle Stuwe Neuman e Philip Neuman). gravação de CD. Pandorion PRDC 1005. Oregon City: Pandourion Records, 2006. [Inclui o h.6 quase completo (como "Um Zaluzi aos Deuses"), bem como fragmentos de outros 14, seguindo as transcrições de M.L. West. ]